# Keszlér
Keszlér falu Romániában, Szeben megyében. Közigazgatásilag Mikeszásza községhez tartozik.